# Плавский, Иосиф Иосифович
Иосиф Иосифович Плавский (20 декабря 1935, Зубелевичи, Новогрудское воеводство — 3 октября 2011, Яновичи, Минская область) — белорусский хозяйственный деятель, организатор сельскохозяйственного производства, председатель колхоза «Память Ленина» Клецкого района Минской области, Белорусская ССР. Герой Социалистического Труда (1971).

## Биография
Родился в деревне Зубелевичи Барановичского повета Новогрудского воеводства.
В 1950—1951 учился в сельхозшколе младших ветфельдшеров в городе Ганцевичи Брестской области. В 1951—1954 и 1957—1961 годах работал ветфельдшером колхоза «Знамя Советов» Клецкого района. В 1954—1957 служил в Дальневосточном военном округе. После увольнения в запас с 1957 по 1961 год работал ветеринарным фельдшером колхоза «Знамя Советов» Клецкого района.
В феврале 1961 года был избран председателем колхоза «Память Ленина», одного из отсталых на тот момент хозяйств района. Стал самым молодым руководителем хозяйства в своём районе. За десять лет сумел вывести колхоз в передовые, сделав лучшим в районе. Заочно окончил Витебский ветеринарный институт.
Избирался депутатом Верховного Совета БССР, членом Центрального комитета КПБ, неоднократно — депутатом районного и сельского советов.
Указом Президиума Верховного Совета СССР от 8 апреля 1971 года за успехи в развитии сельскохозяйственного производства был удостоен звания Героя Социалистического Труда с вручением ордена Ленина и золотой медали «Серп и Молот».
Продолжал руководить колхозом. В 1976 году колхоз «Память Ленина» объединился с племенным заводом «Красная Звезда». Укрупнённое хозяйство возглавил И. И. Плавский, став директором племзавода "Красная Звезда (ныне республиканское унитарное сельскохозяйственное предприятие "Племенной завод «Красная Звезда»). Возглавляя предприятие до 2006 года, с 2006 по 2008 год работал заместителем директора по идеологической работе этого же предприятия.
Избирался депутатом сельского и районного Советов, депутатом Верховного Совета БССР, членом Центрального комитета КПБ, делегатом съездов Компартии Беларуси, членом республиканского Совета колхозов.
Проживал в селе Яновичи Клецкого района. Умер 3 октября 2011 года.

## Награды и звания
Награждён 2 орденами Ленина (22.03.1966; 07.05.1971), орденами Октябрьской Революции (27.12.1976), Трудового Красного Знамени (07.07.1986), медалями, Почётной грамотой Национального собрания Республики Беларусь (19.12.2005). Заслуженный работник сельского хозяйства Беларуси (20.11.1995).
- Орден Ленина (1966).
- Орден Октябрьской Революции (1966).
- Орден Ленина и золотая медаль «Серп и Молот» (1971).
- Орден Трудового Красного Знамени (1976).
- Орден Октябрьской Революции, медаль «За доблестный труд» (1970).
- Заслуженный работник сельского хозяйства Беларуси (1995).
- Почётный гражданин Минской области (2008).